# セックス・ストライキ

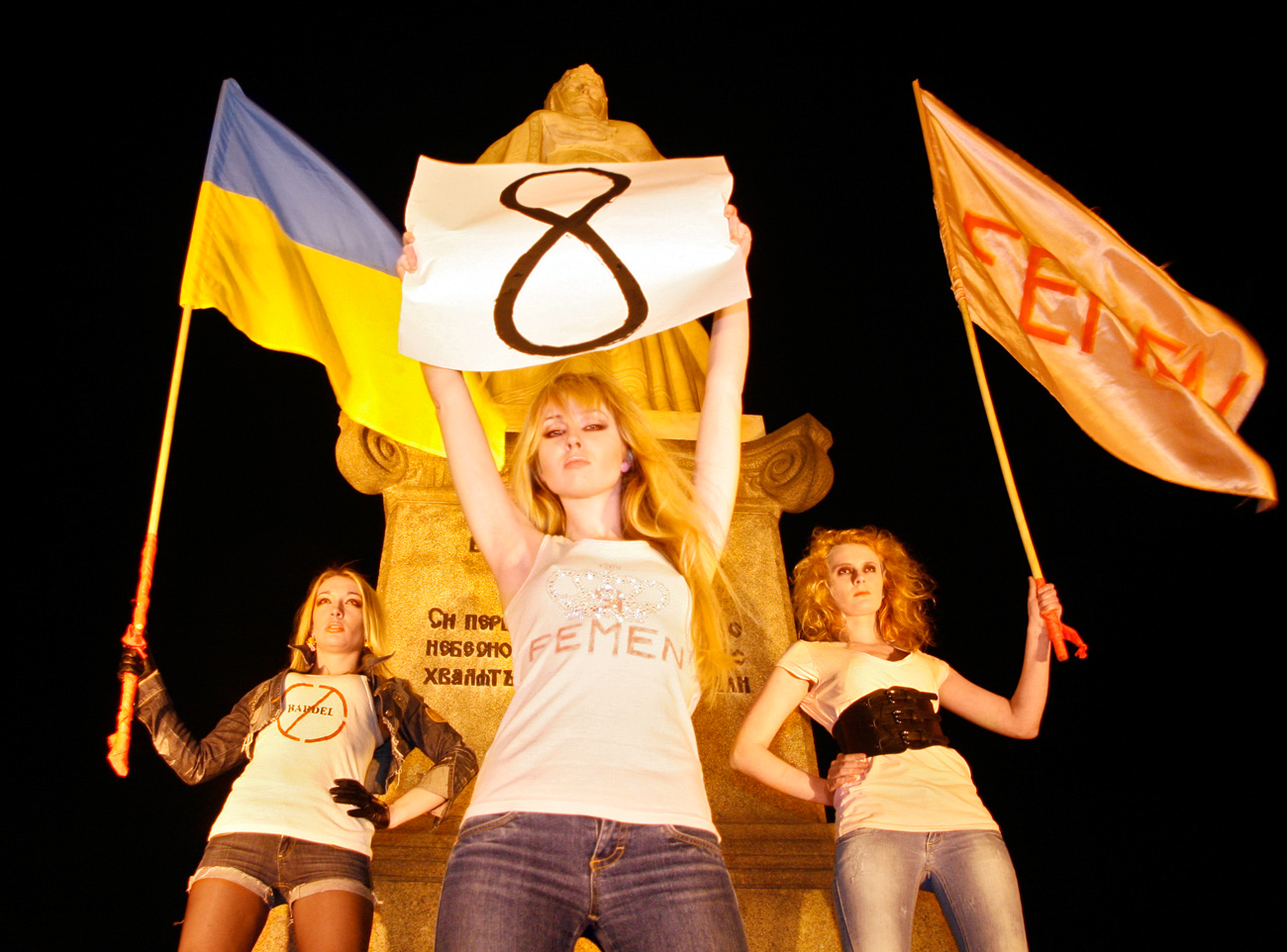
女性の性的搾取に抗議するセックス・ストライキを呼びかけるウクライナ人グループフェメン

セックス・ストライキ（英:sex strike）は、ストライキや非暴力的抵抗の手段の一つで、一人または複数で、ある目的を達成するためにパートナーとの性行為を拒むことである。一時的な性的禁欲という形をとる。セックス・ボイコット（英: sex boycott）ともいう。
戦争から犯罪組織による暴力まで、多くの問題に対する抗議として行われてきた。

## 歴史

### 古代ギリシャ

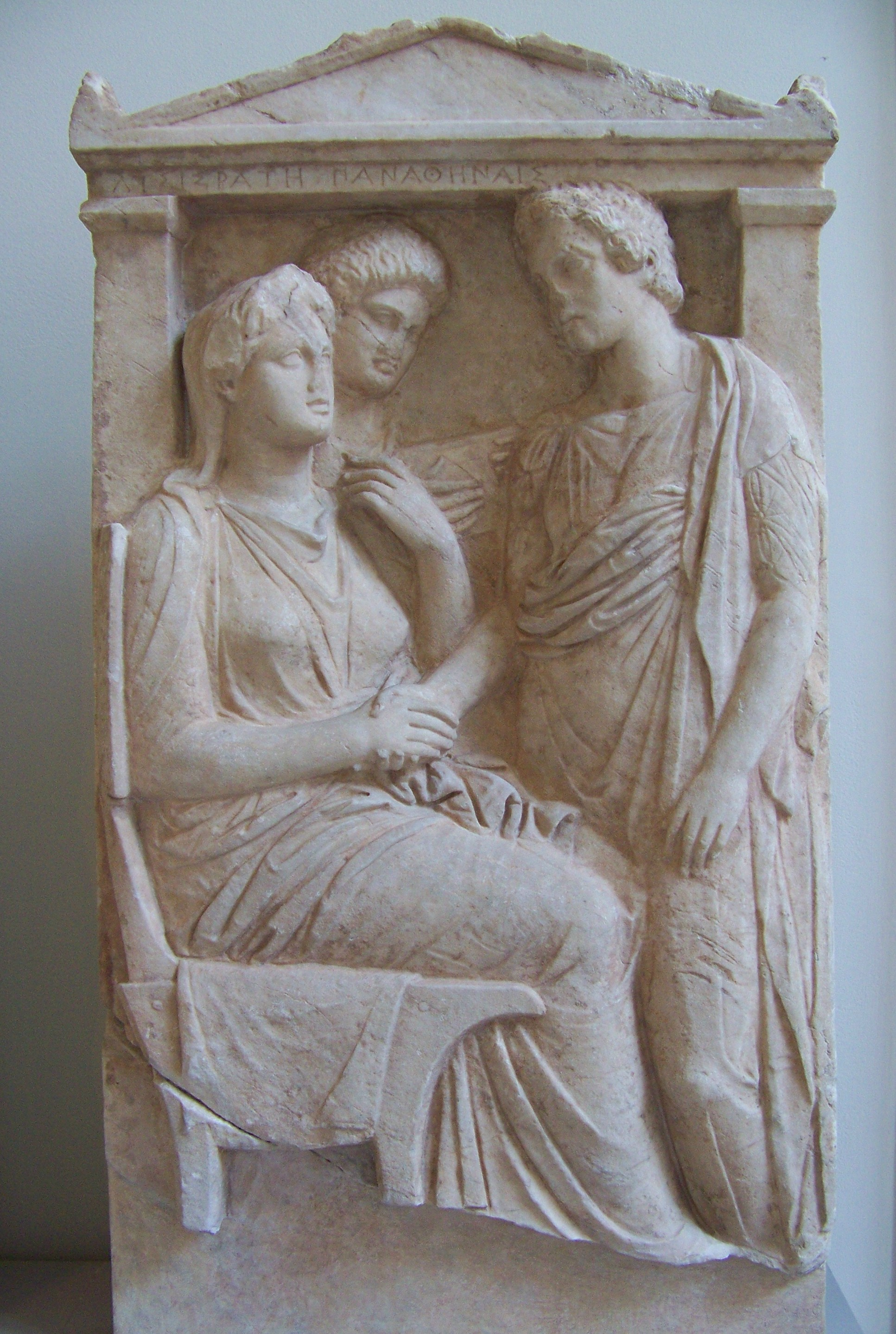
『女の平和』の大理石像

芸術におけるセックス・ストライキの最も有名な例に、ギリシャの劇作家アリストパネスの反戦喜劇『女の平和』がある。主人公リューシストラテーに導かれた女性らが、平和を確保するための戦略として夫との性行為を拒み、ペロポネソス戦争終結に至らせる筋書きである。

### ナイジェリア
植民地時代以前のナイジェリアでは、イボ人の女性コミュニティが、定期的に女性による労働組合の一種である「評議会」を形成した。評議会は「女神アイデミルの寵愛を受けた者で、彼女の化身」とされるアグバ・エクウェに率いられた。彼女は職杖を携えており、公の集会や会合における最終決定権を持っていた。なかでも彼女の仕事は、男性のハラスメントや虐待を罰することで、男性の善良なふるまいを〔女性に〕保証することであった。そして男性らが最も恐れたのは評議会のストライキ行動の力だった。イボ人の文化人類学者であるアイファイ・アマディウメは次のように論じている。「男性に対して評議会が持ち、そして使った最強の武器は、全ての女性に大規模なストライキとデモを命じる権限だった。ひとたびストライキが命じられるや、女性は自分たちに期待されている義務と役割を果たすことを拒んだ。そこで拒絶されたのはあらゆる家事であり、性的奉仕であり、母親としての仕事であった。彼女らは乳飲み子だけを抱え、列をなして街を去ることもあった。あまりに怒ったときは、出会った男性みなに襲いかかることで知られていた」。

### 世界の歴史と有史以前
同じような、世界各地の狩猟採集社会や植民地化以前の伝統的社会における女性のストライキ行動を例としてあげて、言語や文化、宗教が初期の人類に定着するようになったのは、特に強姦のおそれに対する集団的抵抗のような、女性の結束のおかげだと主張する人類学者もいる。これは人類の起源に関する「女性化粧連合」や「女の平和」、「セックス・ストライキ」の理論として知られており、論争を呼んでいる仮説である。

## 現代

### コロンビア
1997年10月、コロンビア軍幹部のジェネラル・マニュエル・ボネットは、停戦実現のための〔外交と平行した〕戦略の一つとして、コロンビアの左翼ゲリラや薬物密売人、民兵らの妻、ガールフレンドにセックス・ストライキを呼び掛けた。ボゴタ市長アンタナス・モックスも一夜限りの女性専用ゾーンを首都に設け、男性は家から出ずに暴力行為について内省するよう提案した。ゲリラは、自分たちの部隊にも2000人以上の女性が在籍していることを理由にこの構想を嘲った。結局停戦は実現されたが短期間しか続かなかった。
2006年9月には、コーヒー地帯で犯罪組織によって480人が殺害された事件を受けて、ペレイラ出身の犯罪組織メンバーの妻やガールフレンド数十人が、犯罪組織による暴力を抑制する目的で、「脚組みストライキ」と呼ばれるセックス・ストライキを始めた。スポークスマンのジェニファー・ベイヤーによると、ストライキの具体的な狙いは、犯罪組織に対して法にのっとり武器の引き渡しをさせることだった。彼女らによれば、犯罪組織のメンバーたちはステータスや性的な魅力を持とうとして暴力犯罪に関与していた。そこでストライキによって、銃を警察に届けるのを拒む男性はセクシーではないというメッセージを送ったとしている。2010年には同地の殺人率はコロンビア内で急降下し、26.5%下がった。
2011年6月には、南西部バルバコアスのへき地の女性たちによって脚組み運動が組織され、バルバコアスと隣接都市などを結ぶ道路の修復を行政に求めるセックス・ストライキが開始された。彼女らは、街の男性が行動を求めようとしないなら、性行為を拒むと宣言した。バルバコアスの男性たちはキャンペーンを開始した当初はまったく支持する様子はなかったが、すぐに抗議運動に参加するようになった。112日間のストライキを経て、2011年10月にコロンビア政府は道路の補修に取り組むことを約束し、工事が行われた。

### ケニア
2009年4月、ケニアの女性グループが、政治家に対する1週間のセックス・ストライキを実施した。大統領や首相の妻らにも参加を呼びかけ、ストライキに参加したセックスワーカーには逸失利益を払うとした。

### リベリア

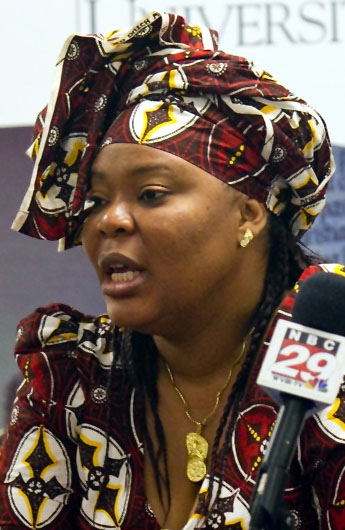
2011年のノーベル平和賞に選ばれたレイマ・ボウィ

2003年、レイマ・ボウィと平和のための女性リベリア大衆行動がセックス・ストライキを含む非暴力抵抗を企画した。この大衆行動は、14年にわたるリベリア内戦後の平和を導き、リベリア初の女性大統領（エレン・ジョンソン・サーリーフ）の誕生につながった。レイマは「平和構築活動に女性が安全かつ全面的に参加できるよう求めて非暴力の活動を行った」として、2011年のノーベル平和賞に選ばれた。

### イタリア・ナポリ
2008年の大晦日、ナポリの女性数百人が、年越しの危険な花火によって重傷を負うおそれを排除しない限り、夫や恋人を「ソファに寝かせる」と公約した。

### フィリピン
2001年の夏の間、ミンダナオ島の女性らが、二つの村同士の戦闘を終わらせるために数週間のセックス・ストライキを行った。

### 南スーダン
2014年10月、南スーダンの政治家プリシラ・ナンヤンはジュバで女性平和運動家の会議「平和、癒やし、和解の大義を推進するために」を開いた。出席者らは、南スーダンの女性に「平和が回復するまで夫が夫婦の権利を行使することの拒否」を呼び掛ける声明を発表した。

### トーゴ
2012年、リベリアでの2003年のセックス・ストライキに影響を受けて、トーゴの野党連合「Let's Save Togo」が、フォール・ニャシンベ大統領一族の45年以上にわたる支配への抗議として、女性に1週間、性行為を絶つよう呼び掛けた。ストライキの狙いは「目的達成のための政治行動に参加しない男性を動かすため」。野党の党首イザベル・アメガンビはセックス・ストライキを政治変革を実現するための「武器」になりうると考えている。

### ウクライナ
FEMENを。

### 日本
2014年の東京都知事選挙では、「女は生理があるから政治家に向かない」という趣旨の発言をした舛添要一候補の発言を問題視した女性たちにより、舛添に投票する男とセックスしない女達の会が発足している。

## 題材になっている作品
- 女の平和
- アブサーディスタン（英語版）（映画）
- シャイラク（英語版）（映画）